# José Ángel Ceniceros
José Ángel Ceniceros Andonegui (Durango, Durango; 8 de junio de 1900-Ciudad de México, 24 de abril de 1979) fue un político y diplomático mexicano, secretario de Educación Pública de 1952 a 1958 y embajador en Cuba y Haití.

## Biografía
Nació en la ciudad de Durango, siendo sus padres Felipe Ceniceros y María Guadalupe Andonegui, con quienes se trasladó a la Ciudad de México en donde hizo sus estudios primarios; ingresó a la Escuela Normal de Maestros, pero provisionalmente suspendió sus estudios para incorporarse a la Revolución Constitucionalista como militar. En 1921 se titula como maestro por la Escuela Normal de México; en 1925, como abogado de la Escuela Libre de Derecho y en 1950 como doctor en Ciencias Jurídicas por la Universidad Nacional Autónoma de México.
Se especializó en derecho penal y se desempeñó como defensor de oficio, agente del Ministerio Público, consultor de la Secretaría de Marina y procurador de Justicia Militar, Subprocurador general de la República, oficial mayor, subsecretario y encargado del despacho de la Secretaría de Relaciones Exteriores. 
Se desempeñó como embajador en Cuba (1944-1945) y embajador en Haití (1949-1951)
Profesor Normalista, Licenciado por la Escuela Libre de Derecho y Doctor en Ciencias Jurídicas por la UNAM. Subprocurador General de la República, Subsecretario de Relaciones Exteriores en la administración del General Lázaro Cárdenas y encargado del Despacho (1935). Embajador de México en Cuba y Haití. Fue Secretario de Educación Pública en el gobierno de Ruiz Cortinez (1952-58). Dirigió el periódico El Nacional.